# Jackie Tartaki
Jackie Tartaki (Kolonia Jackie) – dawna kolonia, obecnie w granicach Czarnej Białostockiej (województwo podlaskie). Rozpościera się wzdłuż ulicy Brzozowej, po zachodniej stronie głównej linii kolejowej, w zachodniej części miasta. Leżała na południe od Wodokaczki i na północ od Perekału-Zawał, przy drodze z Czarnej Wsi Kościelnej do Buksztela.

## Historia
W 1921 roku kolonia Jackie Tartaki liczyła 6 mieszkańców zamieszkujących jeden budynek. Była to ludność polska wyznania rzymskokatolickego.
Do 1927 roku miejscowość należała do gminy Czarna Wieś w powiecie sokólskim, w województwie białostockim, a w latach 1927–1954 do gminy Czarna Wieś w powiecie białostockim (od 1944 w województwie białostockim). 
W 1934 roku doszło do zamian nieruchomości państwowych: gruntów o powierzchni łącznej 3,0871 ha, składających się z pasa o powierzchni 0,0871 ha w oddziale 182 w uroczysku Wodokaczka w nadleśnictwie Czarna Wieś wzdłuż północno-zachodniej granicy terenu tartacznego oraz z parceli o powierzchni 3 ha w południowo-wschodniej części oddziału 200 w tymże nadleśnictwie, na grunt o powierzchni 1,0421 ha w uroczysku Wodokaczka w gminie Czarna Wieś. Odtąd Jackie Tartaki nie figurują w spisach jako samodzielna miejscowość. 